# Bezirk Jēkabpils (2009–2021)
Der Bezirk Jēkabpils (Jēkabpils novads) war von 2009 bis 2021 ein Verwaltungsbezirk im Südosten Lettlands. Bei der Verwaltungsreform 2021 wurde der Bezirk in einen neuen, größeren Bezirk Jēkabpils überführt.

## Geographie
Die Gegend gehört zum historischen Landesteil Sēlija. Sie erstreckte sich südöstlich der Stadt Jēkabpils. Im Norden und Osten wurde der Bezirk von der Düna begrenzt. Die Gegend ist flach. Eingebettet sind zahlreiche Sumpfniederungen. Die größte von ihnen ist der etwa 9 km² große Kraukļu purvs (lettisch Moor von Kraukļi) im Gebiet der Gemeinde Ābeļi.

## Geschichte
2009 schlossen sich die Gemeinden Ābeļi, Dignāja, Dunava, Kalna, Leimaņi, Rubene und Zasa zum Verwaltungsbezirk Jēkabpils novads zusammen. Am 1. Juli 2021 wurden die bisherigen Bezirke Jēkabpils, Aknīste, Krustpils, Sala, Viesīte sowie die bisherige Republik-Stadt Jēkabpils zum neuen Bezirk Jēkabpils vereint. Das Verwaltungsgebäude befindet sich in Jēkabpils.

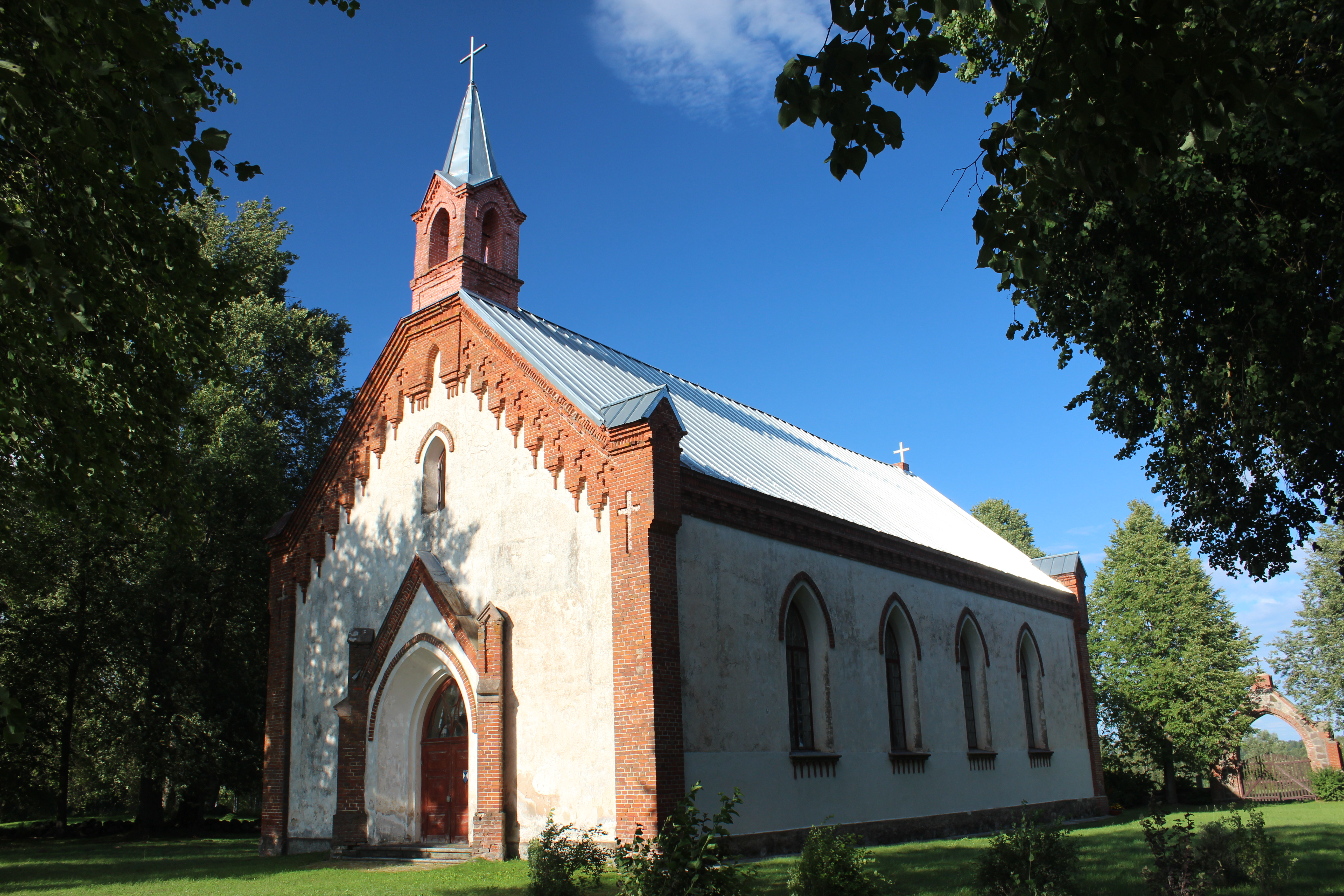
Evangelisch-lutherische Kirche von Dignāja, 1811 errichtet
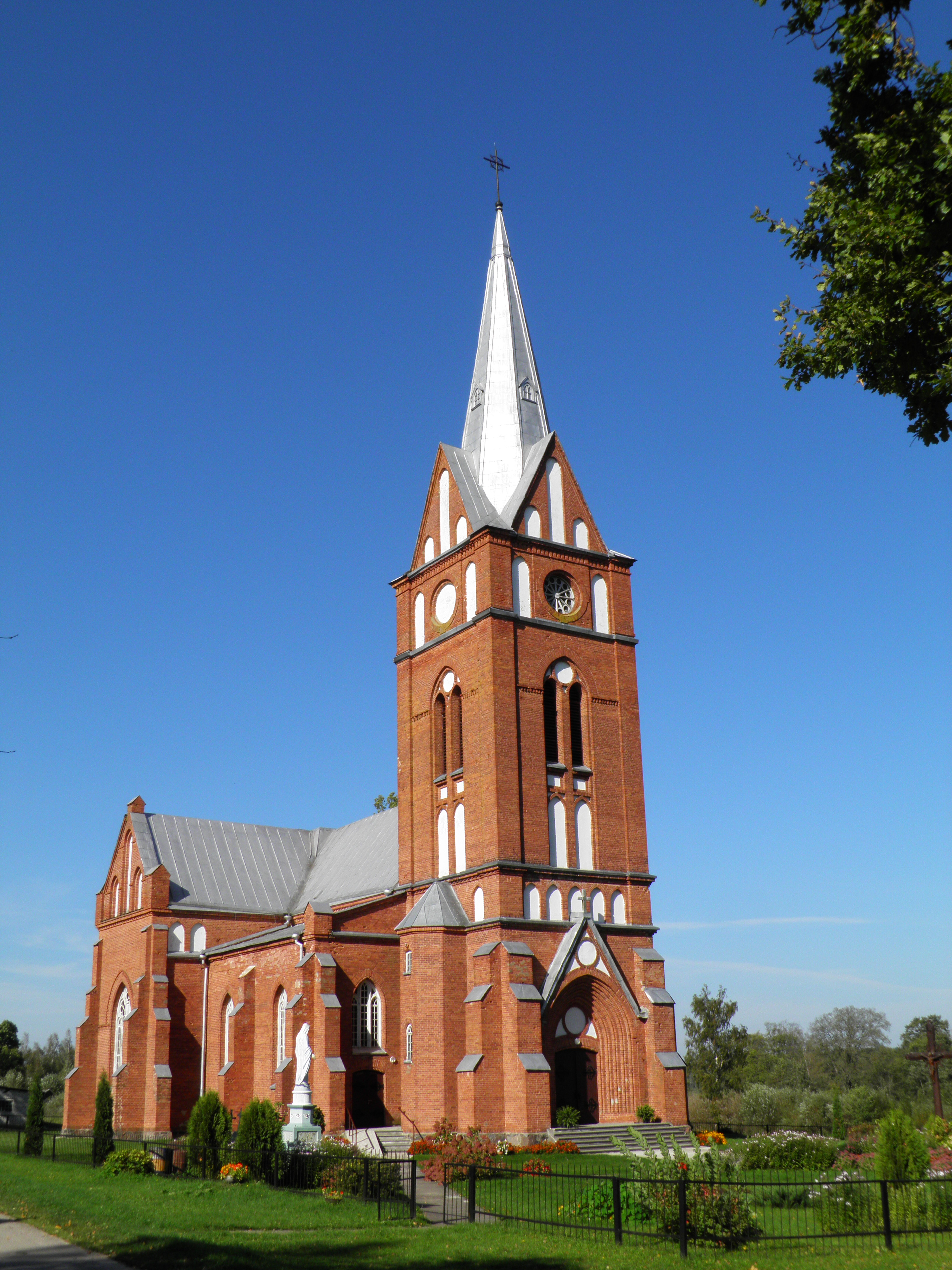
Römisch-katholische Kirche St. Joseph in Dunava, erbaut 1898–1900
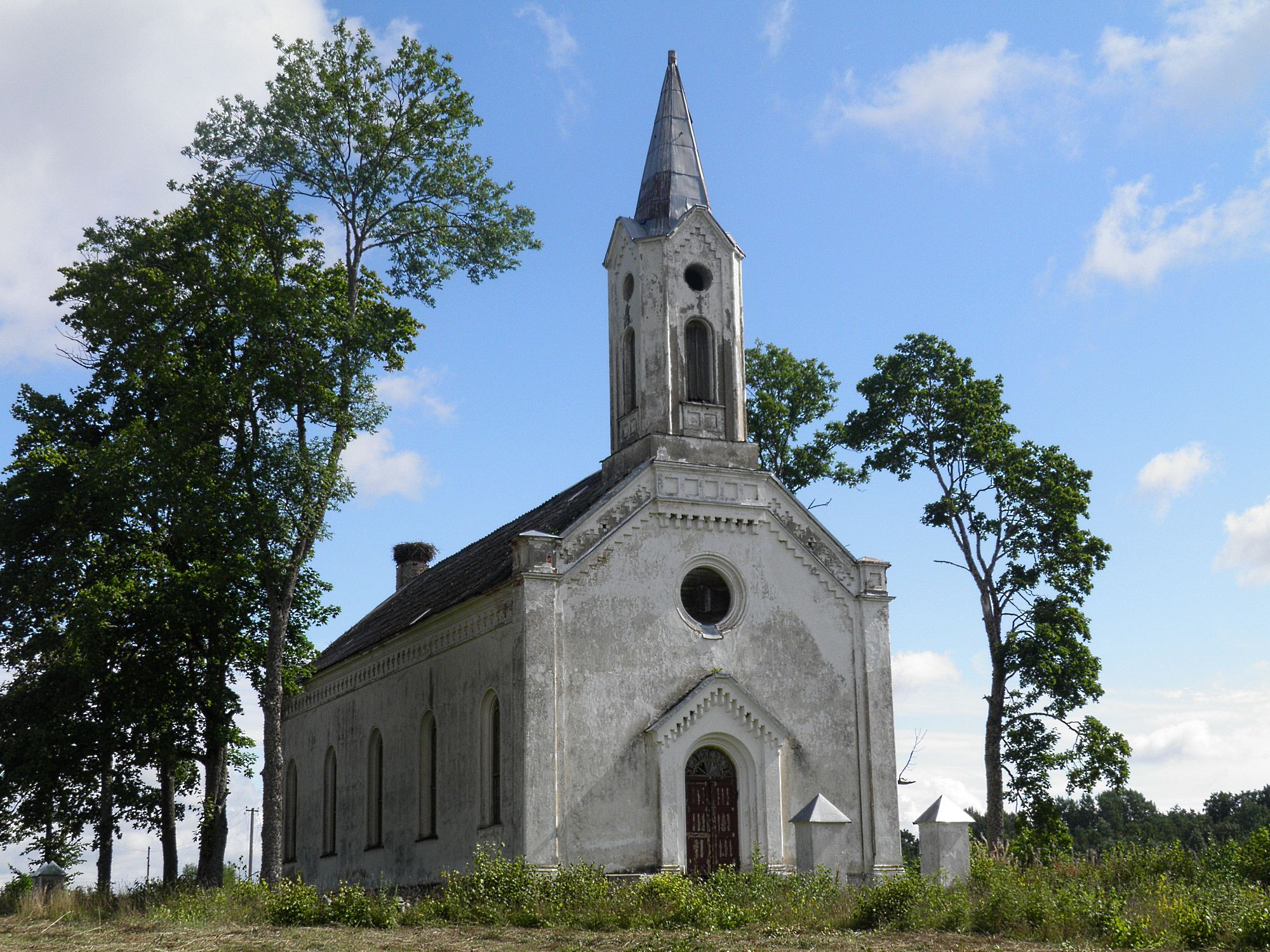
Evangelisch-lutherische Kirche Kaldabruņa, erbaut von 1848 bis 1852
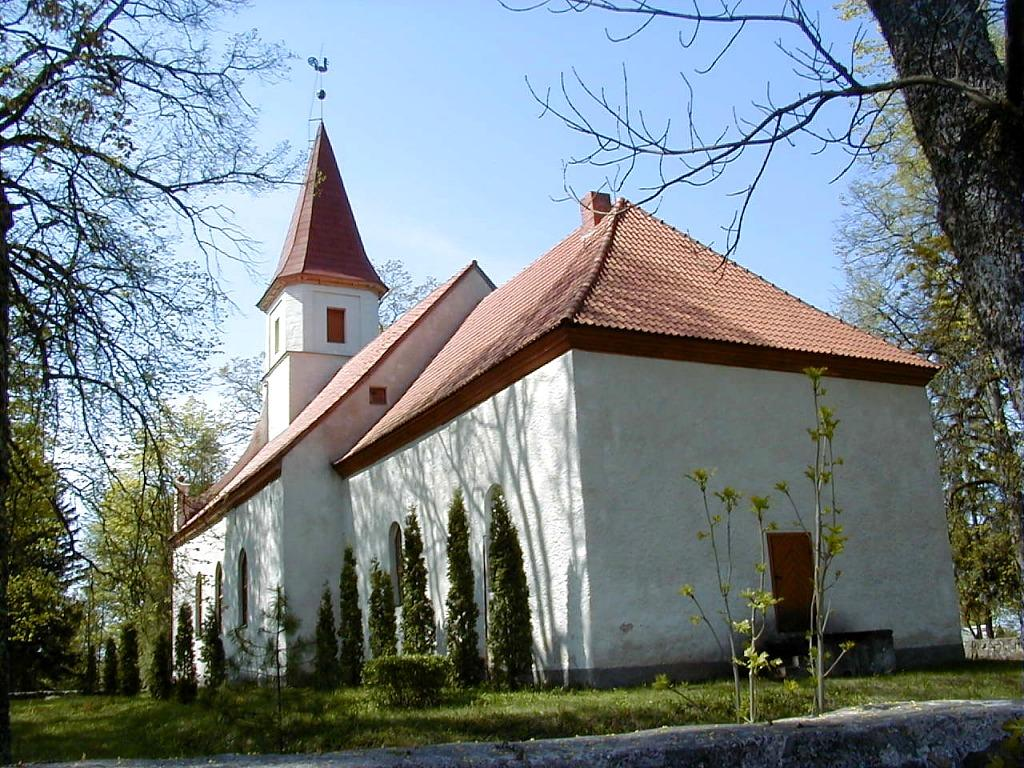
Evangelisch-lutherische Kirche Rubene, 1739 errichtet
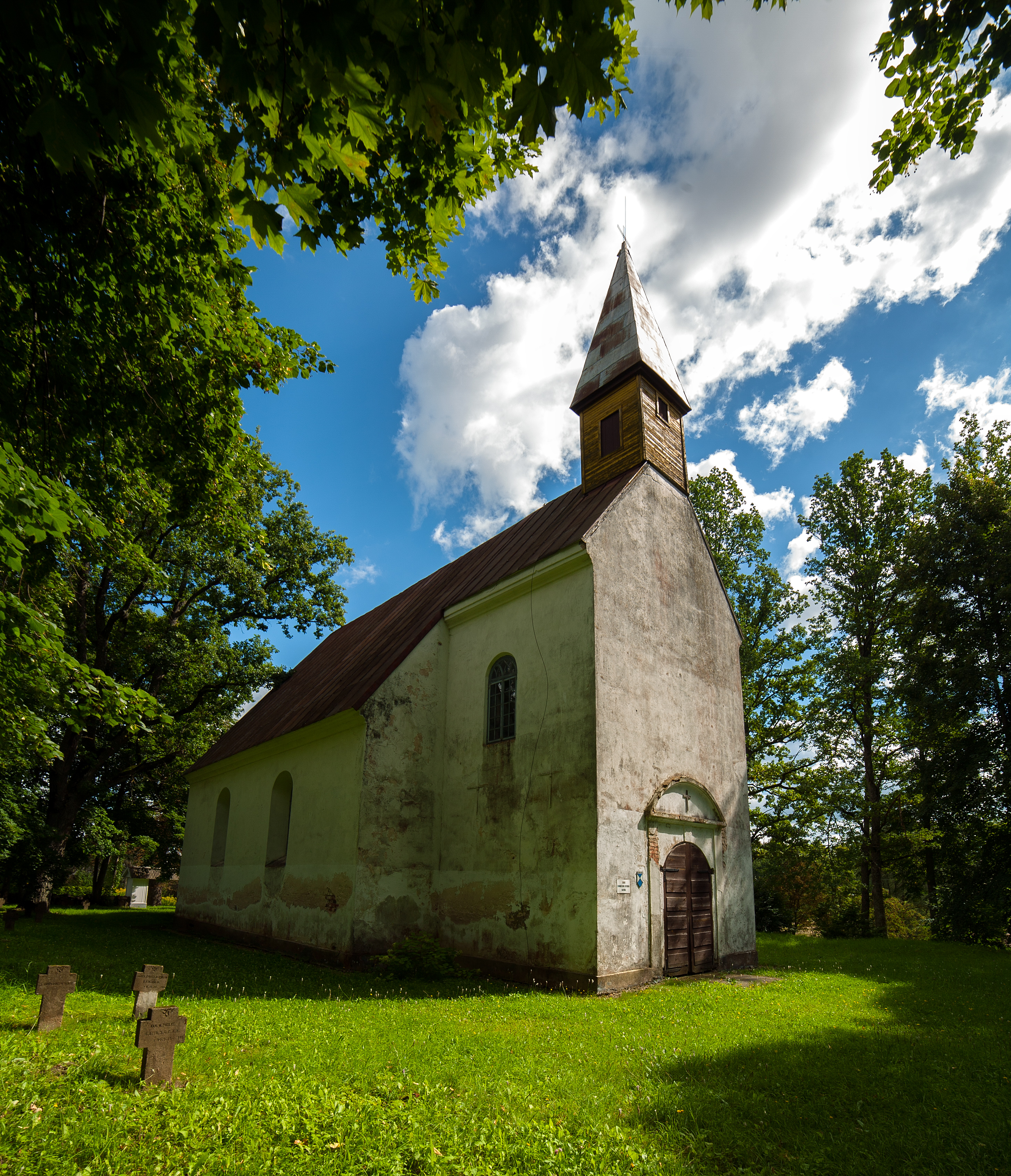
Evangelisch-lutherische Kirche Zasa, erbaut 1750

## Bevölkerung
Das Bezirksgebiet war ländlich geprägt und dünn besiedelt. 2018 zählte man 4682 Einwohner.